# Gizmodo
Gizmodo is een Amerikaanse website over ontwerp, technologie, wetenschap en sciencefiction. Er is ook een subsite, genaamd io9, die schrijft over sciencefiction en futurisme. Gizmodo is eigendom van G/O Media.

## Geschiedenis
Gizmodo werd in 2002 opgericht door Peter Rojas, die later ging werken voor Engadget. In 2005 ging uitgeverij VNU en Gawker Media een samenwerkingsverband aan om Gizmodo ook uit te brengen voor de Europese markt. VNU zou hiervoor de inhoud vertalen naar het Frans, Nederlands, Italiaans, Duits, Spaans, Japans, Pools en Portugees.
In november 2007 werd de Nederlandse licentie overgenomen door HUB Uitgevers.
Gizmodo was een van de zes websites die werd overgenomen in 2016 door Univision Communications, als onderdeel van Gawker Media. Gizmodo en andere sites werden vervolgens doorverkocht aan Great Hill Partners in 2019.

## Prototype
In april 2010 ontstond er enige controverse rondom Gizmodo, nadat men oneigenlijk in het bezit kwam van een prototype van Apples iPhone 4 die achtergelaten was in een bar. Men gaf de smartphone op verzoek terug aan Apple. Er volgde een huiszoeking aan het adres van Gizmodo en men kreeg tot 2014 een verbod om evenementen van Apple bij te wonen.